# 民主党執行部
民主党執行部（みんしゅとうしっこうぶ）は、民主党において政党の運営を行う役員（執行部）の総称である。
本稿では、日本の新・民主党、および、法規上同一政治団体である民進党や旧・国民民主党の執行部について記述する。なお、旧・民主党の執行部については、旧・民主党の執行部を、新・国民民主党の執行部については、新・国民民主党の執行部を参照のこと。

## 概要
党務に関する重要事項の意思決定機関である総務会は、総務会長のほか代表・代表代行・副代表・幹事長・政務調査会長・選挙対策委員長・国会対策委員長・組織委員長・参議院議員会長・参議院幹事長・参議院国会対策委員長・その他代表が指名した一定の役員で構成され（党規約9条6項）、特に代表・幹事長・代表代行を「党三役」と称す（この三役と、参議院議員会長・その他代表が指名した役員で執行役員会を構成する。党規約10条2項本文）。
前身の民主党結成当初は自由民主党と同じく総務会長が設置されていたが1999年9月に廃止され、代わって「ネクスト・キャビネット」が設置された。2009年9月の鳩山由紀夫内閣発足後、政策決定を政府へ一元化するとして政策調査会長が廃止されていたが、2010年6月、菅直人の代表就任に伴い復活した。2011年9月の野田内閣発足後、重要政策の最高意思決定機関として、内閣総理大臣・内閣官房長官・幹事長・幹事長代行・政策調査会長・国会対策委員長による「政府・民主三役会議」が設置されるなど、他党に比べて国会対策委員長の権限が強いのが特徴であった。2016年3月の民進党結党後、政策調査会長に代えて政務調査会長が設置された。2018年5月の国民民主党結党後、常任幹事会が廃止され、代わって総務会が設置されると、その議長として総務会長が復活した。なお、同じ人物が繰り返し役職に就くことが多く、党内外から「メリーゴーランド人事」と揶揄する声もあった。

## 歴代の民主党常任幹事会・執行部役員
| 代表       | 代表代行               | 幹事長     | 総務会長     | 政策調査会長 | 国会対策委員長 | 選挙対策委員長 | 参議院議員会長 | 就任年月               |
| ---------- | ---------------------- | ---------- | ------------ | ------------ | -------------- | -------------- | -------------- | ---------------------- |
| 菅直人     | 中野寛成               | 羽田孜     | 横路孝弘     | 伊藤英成     | 石井一         | 山花貞夫       | 菅野久光       | 1998年4月              |
| 菅直人     | 中野寛成               | 羽田孜     | 横路孝弘     | 伊藤英成     | 石井一         | 山花貞夫       | 本岡昭次       | 1998年7月              |
| 菅直人     | （空席）               | 羽田孜     | 横路孝弘     | 中野寛成     | 鹿野道彦       | 山花貞夫       | 本岡昭次       | 1999年1月              |
| 菅直人     | （空席）               | 羽田孜     | 横路孝弘     | 中野寛成     | 鹿野道彦       | 前川忠夫       | 本岡昭次       | 1999年7月              |
| 鳩山由紀夫 | （空席）               | 羽田孜     | （役職廃止） | 菅直人       | 川端達夫       | 前川忠夫       | 本岡昭次       | 1999年9月              |
| 鳩山由紀夫 | （空席）               | 羽田孜     | （役職廃止） | 菅直人       | 川端達夫       | 前川忠夫       | 久保亘         | 2000年8月              |
| 鳩山由紀夫 | 羽田孜                 | 菅直人     | （役職廃止） | 岡田克也     | 赤松広隆       | 佐藤敬夫       | 久保亘         | 2000年9月              |
| 鳩山由紀夫 | 羽田孜                 | 菅直人     | （役職廃止） | 岡田克也     | 赤松広隆       | 佐藤敬夫       | 角田義一       | 2001年8月              |
| 鳩山由紀夫 | 羽田孜                 | 菅直人     | （役職廃止） | 岡田克也     | 熊谷弘         | 松本龍         | 角田義一       | 2001年9月              |
| 鳩山由紀夫 | 羽田孜                 | 中野寛成   | （役職廃止） | 海江田万里   | 佐藤敬夫       | 赤松広隆       | 角田義一       | 2002年9月              |
| 菅直人     | （空席）               | 岡田克也   | （役職廃止） | 枝野幸男     | 野田佳彦       | 赤松広隆       | 角田義一       | 2002年12月             |
| 菅直人     | 小沢一郎               | 岡田克也   | （役職廃止） | 枝野幸男     | 野田佳彦       | 赤松広隆       | 藁科満治       | 2003年11月             |
| 岡田克也   | （空席）               | 藤井裕久   | （役職廃止） | 仙谷由人     | 川端達夫       | 玄葉光一郎     | 藁科満治       | 2004年5月              |
| 岡田克也   | （空席）               | 藤井裕久   | （役職廃止） | 仙谷由人     | 川端達夫       | 玄葉光一郎     | 江田五月       | 2004年7月              |
| 岡田克也   | 藤井裕久               | 川端達夫   | （役職廃止） | 仙谷由人     | 鉢呂吉雄       | 玄葉光一郎     | 江田五月       | 2004年9月              |
| 前原誠司   | （空席）               | 鳩山由紀夫 | （役職廃止） | 松本剛明     | 野田佳彦       | 安住淳         | 江田五月       | 2005年9月              |
| 前原誠司   | （空席）               | 鳩山由紀夫 | （役職廃止） | 松本剛明     | 渡部恒三       | 安住淳         | 江田五月       | 2006年2月              |
| 小沢一郎   | 菅直人                 | 鳩山由紀夫 | （役職廃止） | 松本剛明     | 渡部恒三       | 安住淳         | 江田五月       | 2006年4月              |
| 小沢一郎   | 菅直人                 | 鳩山由紀夫 | （役職廃止） | 松本剛明     | 渡部恒三       | 安住淳         | 輿石東         | 2006年6月              |
| 小沢一郎   | 菅直人                 | 鳩山由紀夫 | （役職廃止） | 松本剛明     | 高木義明       | 鉢呂吉雄       | 輿石東         | 2006年9月              |
| 小沢一郎   | 菅直人 輿石東          | 鳩山由紀夫 | （役職廃止） | 直嶋正行     | 山岡賢次       | 赤松広隆       | 輿石東         | 2007年8月              |
| 鳩山由紀夫 | 小沢一郎 菅直人 輿石東 | 岡田克也   | （役職廃止） | 直嶋正行     | 山岡賢次       | 赤松広隆       | 輿石東         | 2009年5月              |
| 鳩山由紀夫 | （空席）               | 小沢一郎   | （役職廃止） | （役職廃止） | 山岡賢次       | 石井一         | 輿石東         | 2009年9月 （内閣人事） |
| 菅直人     | （空席）               | 枝野幸男   | （役職廃止） | 玄葉光一郎   | 樽床伸二       | 安住淳         | 輿石東         | 2010年6月 （内閣人事） |
| 菅直人     | （空席）               | 岡田克也   | （役職廃止） | 玄葉光一郎   | 鉢呂吉雄       | 渡辺周         | 輿石東         | 2010年9月 （内閣人事） |
| 菅直人     | 仙谷由人               | 岡田克也   | （役職廃止） | 玄葉光一郎   | 安住淳         | 石井一         | 輿石東         | 2011年1月 （内閣人事） |
| 野田佳彦   | （空席）               | 輿石東     | （役職廃止） | 前原誠司     | 平野博文       | 高木義明       | 輿石東         | 2011年8月 （内閣人事） |
| 野田佳彦   | （空席）               | 輿石東     | （役職廃止） | 前原誠司     | 城島光力       | 高木義明       | 輿石東         | 2012年1月 （内閣人事） |
| 野田佳彦   | （空席）               | 輿石東     | （役職廃止） | 細野豪志     | 山井和則       | 鉢呂吉雄       | 輿石東         | 2012年9月 （内閣人事） |
| 海江田万里 | 大畠章宏               | 細野豪志   | （役職廃止） | 桜井充       | 高木義明       | 加藤敏幸       | 輿石東         | 2012年12月             |
| 海江田万里 | （空席）               | 大畠章宏   | （役職廃止） | 桜井充       | 高木義明       | 加藤敏幸       | 輿石東         | 2013年7月              |
| 海江田万里 | （空席）               | 大畠章宏   | （役職廃止） | 桜井充       | 高木義明       | 加藤敏幸       | 郡司彰         | 2013年8月              |
| 海江田万里 | 高木義明               | 大畠章宏   | （役職廃止） | 桜井充       | 松原仁         | 馬淵澄夫       | 郡司彰         | 2013年9月              |
| 海江田万里 | 高木義明 岡田克也      | 枝野幸男   | （役職廃止） | 福山哲郎     | 川端達夫       | 馬淵澄夫       | 郡司彰         | 2014年9月              |
| 岡田克也   | 長妻昭 蓮舫            | 枝野幸男   | （役職廃止） | 細野豪志     | 高木義明       | 玄葉光一郎     | 郡司彰         | 2015年1月              |

註：
1. ↑  特別代表[15]
2. ↑  筆頭・選挙担当[31]
3. ↑  政策決定の政府への一元化に伴う処置[33]
4. ↑  内閣府特命担当大臣も兼務
5. ↑  2011年3月からは内閣官房副長官も兼務
6. ↑  国政選挙担当[45]

## 歴代の民進党常任幹事会・執行部役員
| 代表     | 代表代行                 | 幹事長   | 政務調査会長 | 国会対策委員長 | 選挙対策委員長 | 参議院議員会長 | 就任年月   |
| -------- | ------------------------ | -------- | ------------ | -------------- | -------------- | -------------- | ---------- |
| 岡田克也 | 江田憲司 長妻昭 蓮舫     | 枝野幸男 | 山尾志桜里   | 安住淳         | 玄葉光一郎     | 郡司彰         | 2016年3月  |
| 岡田克也 | 江田憲司 長妻昭 蓮舫     | 枝野幸男 | 山尾志桜里   | 安住淳         | 玄葉光一郎     | 小川敏夫       | 2016年7月  |
| 蓮舫     | 安住淳 細野豪志 江田憲司 | 野田佳彦 | 大串博志     | 山井和則       | 馬淵澄夫       | 小川敏夫       | 2016年9月  |
| 蓮舫     | 安住淳 江田憲司          | 野田佳彦 | 大串博志     | 山井和則       | 馬淵澄夫       | 小川敏夫       | 2017年4月  |
| 前原誠司 | 枝野幸男                 | 大島敦   | 階猛         | 松野頼久       | 長妻昭         | 小川敏夫       | 2017年9月  |
| 大塚耕平 | （空席）                 | 増子輝彦 | 足立信也     | 平野博文       | 篠原孝         | 小川敏夫       | 2017年10月 |

## 歴代の国民民主党総務会・執行部役員
| 代表                | 代表代行          | 幹事長   | 総務会長 | 政務調査会長 | 国会対策委員長 | 選挙対策委員長 | 参議院議員会長 | 就任年月  |
| ------------------- | ----------------- | -------- | -------- | ------------ | -------------- | -------------- | -------------- | --------- |
| 大塚耕平 玉木雄一郎 | 原口一博          | 古川元久 | 平野博文 | 足立信也     | 泉健太         | 大島敦         | 大塚耕平       | 2018年5月 |
| 玉木雄一郎          | 大塚耕平 古川元久 | 平野博文 | 小林正夫 | 泉健太       | 原口一博       | 岸本周平       | 大塚耕平       | 2018年9月 |